# Patinação de velocidade nos Jogos Olímpicos de Inverno de 1932
A patinação de velocidade(pt-BR) ou patinagem de velocidade(pt-PT?) nos Jogos Olímpicos de Inverno de 1932 consistiu de quatro de eventos para homens. A patinação de velocidade feminina também integrou o programa dos Jogos, mas apenas como esporte de demonstração e não contou para o quadro de medalhas.
As provas masculinas foram realizadas nos dias 4, 5, 6 e 8 de fevereiro e os eventos femininos em 8 e 10 de fevereiro.

## Medalhistas
Masculino
| Evento                | Ouro                             | Prata                           | Bronze                    |
| --------------------- | -------------------------------- | ------------------------------- | ------------------------- |
| 500 metros detalhes   | Jack Shea USA Estados Unidos     | Bernt Evensen NOR Noruega       | Alexander Hurd CAN Canadá |
| 1500 metros detalhes  | Jack Shea USA Estados Unidos     | Alexander Hurd CAN Canadá       | Willy Logan CAN Canadá    |
| 5000 metros detalhes  | Irving Jaffee USA Estados Unidos | Eddie Murphy USA Estados Unidos | Willy Logan CAN Canadá    |
| 10000 metros detalhes | Irving Jaffee USA Estados Unidos | Ivar Ballangrud NOR Noruega     | Frank Stack CAN Canadá    |

## Quadro de medalhas
| Ordem | País               | Medalha de ouro | Medalha de prata | Medalha de bronze |    |
| ----- | ------------------ | --------------- | ---------------- | ----------------- | -- |
| 1     | USA Estados Unidos | 4               | 1                |                   | 5  |
| 2     | NOR Noruega        |                 | 2                |                   | 2  |
| 3     | CAN Canadá         |                 | 1                | 4                 | 5  |
| TOTAL | TOTAL              | 4               | 4                | 4                 | 12 |

## Eventos femininos
| Evento      | 1º lugar                            | 2º lugar                            | 3º lugar                          |
| 500 metros  | Jean Wilson CAN Canadá              | Elizabeth Dubois USA Estados Unidos | Kit Klein USA Estados Unidos      |
| 1000 metros | Elizabeth Dubois USA Estados Unidos | Hattie Donaldson CAN Canadá         | Dorothy Franey USA Estados Unidos |
| 1500 metros | Kit Klein USA Estados Unidos        | Jean Wilson CAN Canadá              | Helen Bina USA Estados Unidos     |

## Países participantes
Um total de 31 patinadores de 6 países participaram da modalidade:
- CAN Canadá (7)
- FIN Finlândia (1)
- JPN Japão (4)
- NOR Noruega (6)
- SWE Suécia (1)
- USA Estados Unidos (12)

Nos eventos femininos competiram 10 patinadoras (5 dos Estados Unidos e 5 do Canadá).